# Холланд, Том (актёр)
То́мас Стэ́нли Хо́лланд (англ. Thomas Stanley Holland; род. 1 июня 1996, Кингстон-апон-Темс, Лондон, Великобритания) — британский актёр. Лауреат премии BAFTA и обладатель трёх статуэток «Сатурна». В 2019 году попал в список журнала Forbes 30 Under 30. Ряд изданий называет Холланда одним из самых популярных актёров своего поколения.
Холланд начал свою карьеру в девять лет, когда записался в танцевальный кружок. Хореограф заметил его и пригласил на прослушивание в мюзикл «Билли Эллиот» в лондонском театре Виктория-палас. После двух лет занятий в 2008 году Холланду досталась второстепенная роль в мюзикле, а уже потом заглавная, которую играл до 2010 года. В кино он дебютировал в драме-катастрофе «Невозможное» в роли туриста-подростка, попавшего в цунами. За роль он получил признание критиков и номинацию на премию «Гойя» как лучший новый актёр. Позже Холланд решил посвятить себя полноценной карьере актёра. Он сыграл в фильмах «Как я теперь люблю», «В сердце моря» и мини-сериале «Волчий зал».
Широкую известность Холланду принесла роль Человека-паука в шести фильмах кинематографической вселенной Marvel (КВM), начиная с кинокомикса «Первый мститель: Противостояние». В 2017 году Холланд выиграл премию BAFTA в категории «Восходящая звезда» и стал самым молодым актёром, сыгравшим главную роль в КВM, благодаря фильму «Человек-паук: Возвращение домой». Сиквелы с подзаголовками «Вдали от дома» и «Нет пути домой» собрали в прокате свыше 1 миллиарда долларов, причём последний стал самым кассовым фильмом 2021 года. Затем Холланд сыграл в боевике «Анчартед: На картах не значится» и криминальных драмах «Дьявол всегда здесь» и «По наклонной». Также актёр снял короткометражный фильм «Твит» и озвучил роли в анимационных фильмах «Камуфляж и шпионаж» и «Вперёд».

## Биография

### 1996—2005: Ранние годы и образование

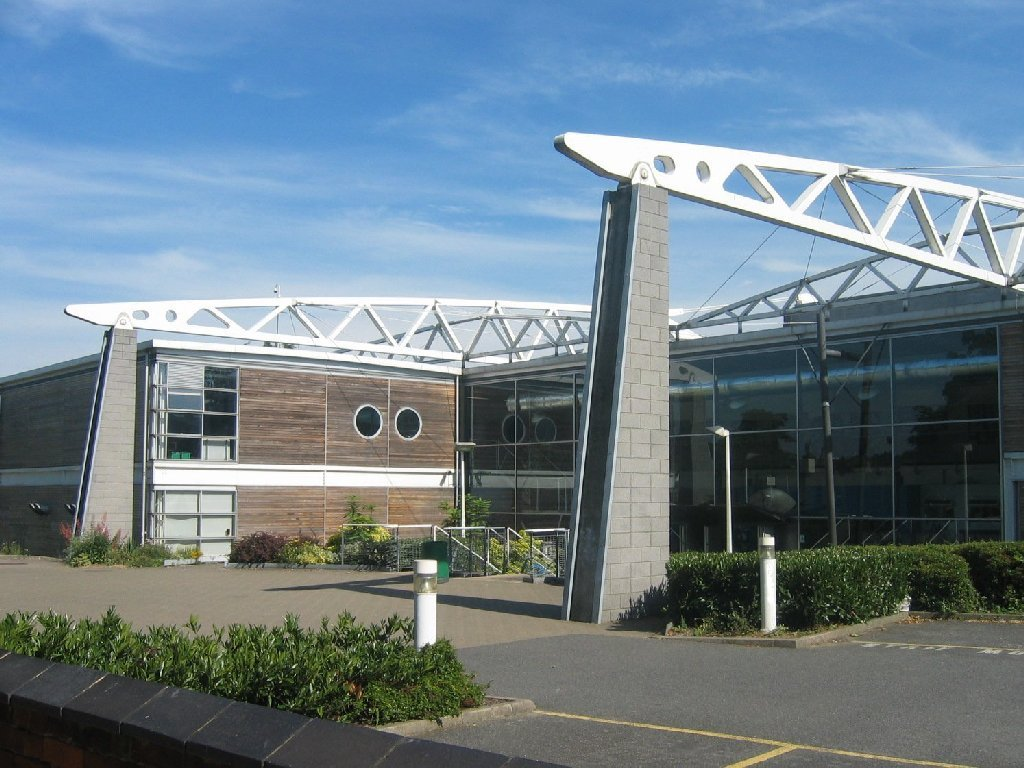
Том учился в Лондонской школе исполнительного искусства и технологий в Кройдоне

Томас Стэнли Холланд появился на свет 1 июня 1996 года в Кингстон-апон-Темсе, графство Суррей, в семье фотографа Николы (урождённая Фрост) и комика и писателя Доминика Холланда. У него есть три младших брата. Его бабушка по отцовской линии была родом из графства Типперэри, Ирландия, а дед по отцовской линии — с острова Мэн. Том живёт в Кингстоне-на-Темсе, недалеко от дома своих родителей и младших братьев. Поскольку его родители имеют творческие профессии, он часто вдохновляется ими. Он считает своего отца образцом для подражания, который неофициально работал у него менеджером благодаря своему опыту работы в индустрии.
Холланд получил образование в Донхеде, мужской католической подготовительной школе в Уимблдоне на юго-западе Лондона. В семь лет у него диагностировали дислексию. Родители отправили его вместе с братьями (чтобы они не чувствовали себя заброшенными) в частную школу, чтобы он мог получать необходимое внимание. Хотя Холланду нравилась новая школа, она начала истощать финансы его семьи. Холланд учился в Уимблдонском колледже, добровольной общеобразовательной школе иезуитов. потом в Лондонской школе исполнительского искусства и технологий в Кройдоне.
Во время взросления Холланд рассматривал несколько вариантов карьеры. В детстве он был поклонником Джанет Джексон и часто танцевал под её песни. Мать записала его на занятия танцами в частной школе, в которую тогда Холланд ходил. В подростковом возрасте Холланд некоторое время посещал столярную школу в Кардиффе, Уэльс. Он также подумывал стать учителем начальной школы, так как ему нравится общаться с детьми.

### 2006—2014: Театр и дебют в кино

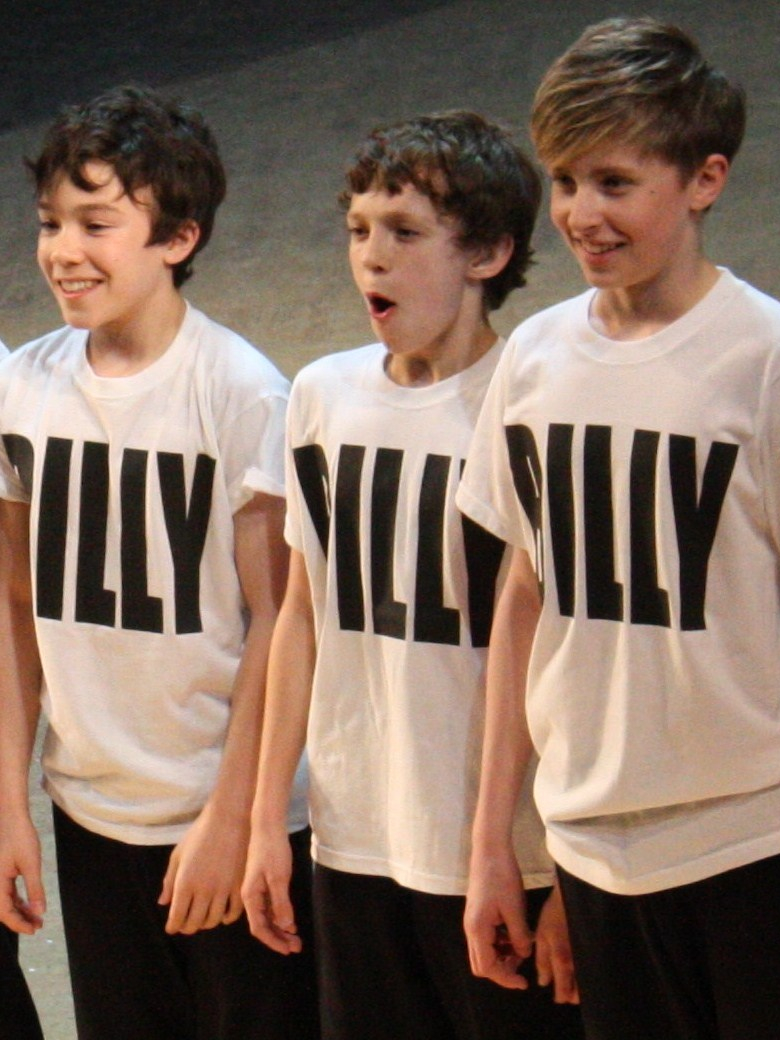
Томас Холланд (в центре) выступает на пятой годовщине мюзикла «Билли Эллиот» в лондонском театре Виктория-палас 31 марта 2010 года

Танцевальную карьеру Том Холланд начал с исполнения хип-хопа в школе танцев Nifty Feet в Уимблдоне. В 2006 году он выступал со школьным танцевальным коллективом на фестивале в Ричмонде, где его заметил хореограф Линн Пейдж (который являлся коллегой Питера Дарлинга, хореографа фильма «Билли Эллиот» и одноимённого мюзикла).
После восьми прослушиваний и двух лет обучения Холланд был взят в труппу исполнителей мюзикла «Билли Эллиот» на роль Майкла Каффри, лучшего друга Билли. 28 июня 2008 года он дебютировал в этой роли на сцене. Своё первое выступление в главной роли Билли Эллиота Холланд дал 8 сентября 2008 года.
В сентябре 2008 года Холланд вместе с Таннером Пфлюгером появился в программе новостей на Channel 5 и дал своё первое телевизионное интервью. В следующем году он стал гостем шоу «Фактор комфортности» на телеканале ITV1. В стартовом выпуске 31 января Холланд вместе с Таннером Пфлюгером и Лейтоном Уильямсом исполнил версию эпизода Angry Dance (рус. Злой танец) из мюзикла «Билли Эллиот», после чего дал интервью ведущей Майлин Класс. Холланд придумал и поставил танец пяти британских школьников, подготовив их к финальному выступлению на шоу «Фактор комфортности» 28 марта 2009 года.
8 марта 2010 года, в пятую годовщину мюзикла «Билли Эллиот», четыре актёра, исполнявшие роль Билли, включая самого Холланда, были приглашены на Даунинг-стрит, 10 на встречу с премьер-министром Гордоном Брауном. Холланд был исполнителем главной роли в мюзикле «Билли Эллиот», чередуя свои выступления с тремя другими исполнителями, вплоть до 29 мая 2010 года, когда он в последний раз в этой роли вышел на сцену лондонского театра Виктория-палас. В 2011 году Холланд озвучил главного героя в британской версии анимационного фильма «Ариэтти из страны лилипутов», выпущенного японской студией Ghibli. Холланд дебютировал в кино, исполнив роль Лукаса Беннетта в фильме «Невозможное» режиссёра Хуана Антонио Байона вместе с Наоми Уоттс и Юэном Макгрегором. Премьера фильма состоялась 9 сентября 2012 года на Международном кинофестивале в Торонто, после чего картина получила положительные рецензии критиков и, впоследствии, имела кассовый успех. Фильм собрал $ 180,3 млн по всему миру, а игра Холланда была отмечена несколькими наградами, такими как премия Американского Национального совета кинокритиков в категории «Актёрский прорыв года» и награда Лондонского кружка кинокритиков в категории «Самый многообещающий молодой английский актёр». Томас Холланд снялся вместе с Сиршой Ронан в драматическом фильме «Как я теперь люблю», который был выпущен в Великобритании 4 октября 2013 года. Кроме того, он исполнил роль юного четырнадцатилетнего Томаса Никерсона в фильме «В сердце моря» (2015) режиссёра Рона Ховарда.

### 2015—2017: Человек-паук
В 2015 году актёр исполнил роль Грегори Кромвеля в мини-сериале «Волчий зал» телеканала BBC Two. 23 июня 2015 года было объявлено, что девятнадцатилетний Том Холланд утверждён на роль Питера Паркера / Человека-паука в кинематографической вселенной Marvel и стал таким образом самым юным актёром, исполнившим эту роль. Кроме Холланда, на роль Человека-паука претендовали Тимоти Шаламе, Эйса Баттерфилд, Нат Вулф и Лиам Джеймс. Предыдущим исполнителям роли, Тоби Магуайру и Эндрю Гарфилду, на момент начала съёмок было больше 20 лет. Том поразил всех необычными акробатическими способностями и невероятной пластичностью, что в итоге позволило актёру получить роль. Он дебютировал в этой роли в фильме «Первый мститель: Противостояние» (2016). Фильм получил положительные рецензии критиков и имел коммерческий успех, собрав $ 1,1 млрд в мировом прокате, что сделало его самым кассовым фильмом 2016 года.
В 2016 году Холланд снялся в роли Джека Фосетта, сына главного героя в исполнении Чарли Ханнэма, в драматической картине режиссёра Джеймса Грэя «Затерянный город Z». Фильм вышел на экраны в апреле и заслужил благоприятные рецензии критиков. В том же году он снялся в картине «Человек-паук: Возвращение домой», повторив свою роль из фильма «Первый мститель: Противостояние». Фильм вышел на экраны 7 июля. После исполнения роли Питера Паркера в этом фильме, Холланд был включён в Книгу рекордов Гинесса и получил титул «самого молодого актёра, исполнившего главную роль в кинематографической вселенной Marvel».
12 февраля 2017 года на 70-й церемонии вручения премий BAFTA двадцатилетний Том Холланд одержал победу в категории «Восходящая звезда», став третьим самым юным обладателем данной награды после американской актрисы Кристен Стюарт и британской актрисы Бакки Бакрэй, которые получили эту награду в девятнадцатилетнем возрасте. Награда вручается начинающим молодым актёрам любой национальности, чей талант снискал признание публики, но не предназначена для дебютантов или детей-актёров. Возраст номинантов, как правило, колеблется от 18 до 32 лет. Это единственная награда академии, которая присуждается по результатам зрительского голосования.

### С 2018 года: Коммерческий успех

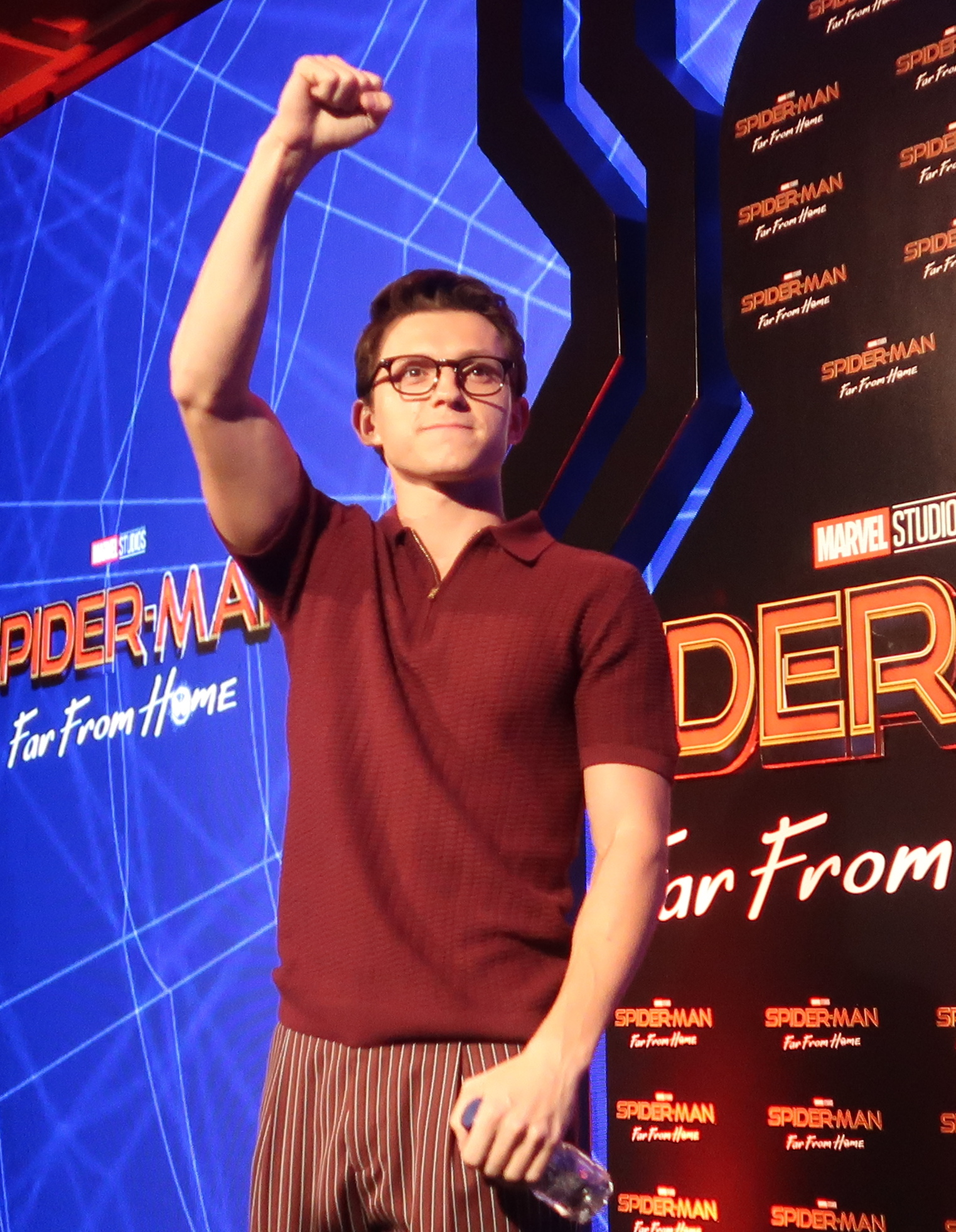
Томас Холланд на мероприятии Sony Pictures на Бали, Индонезия, 27 мая 2019 года

Холланд вновь сыграл роль Человека-паука в кроссоверах о Мстителях: «Война бесконечности» (2018) и «Финал» (2019). 2 июля 2019 года на экраны вышел сиквел «Возвращения домой» — «Человек-паук: Вдали от дома». Холланд подписал контракт на шесть картин с Marvel Studios — три фильма франшизы «Человек-паук» и три появления в других проектах студии. Актёра пригласили на роль Сэмюэля Инсулла в фильме Альфонсо Гомеса-Рехона «Война токов», который вышел 22 декабря 2017 года. В мае 2017 года было объявлено, что Холланд исполнит роль молодого Нейтана Дрейка в экранизации игры Naughty Dog Uncharted. В 2019 году Холланд озвучил главную роль Уолтера Беккета, неловкого выпускника MIT и молодого учёного, в мультфильме «Камуфляж и шпионаж», где партнёром актёра выступил Уилл Смит. Картина была тепло встречена критиками и зрителями. Питер Брэдшоу из The Guardian дал фильму три звезды из пяти, назвав его «занимательно-семейным приключением», и высоко оценил вокальную работу Смита и Холланда.
В 2020 году Холланд озвучил главную роль в мультфильме «Вперёд». Картина вышла в мировой прокат 4 марта 2020 года и была хорошо оценена критикой, но собрала плохую кассу по причине того, что период её кинопроката пришёлся на начало пандемии COVID-19, из-за чего кинопрокат был свёрнут раньше намеченного срока. Холланд появился в роли верного пса в очках по имени Джип в приключенческой комедии «Удивительное путешествие доктора Дулиттла», которая является ремейком одноимённого фильма 1967 года. Исполнил главную роль Арвина Расселла в психологическом триллере Антонио Кампоса «Дьявол всегда здесь», выход которого состоялся 16 сентября 2020 года на Netflix. Съёмки фильма полностью были завершены 15 апреля 2019 года.
Холланд снялся в главной роли в криминальной драме братьев Руссо «По наклонной», которая вышла 26 февраля 2021 года в кинотеатрах в ограниченном прокате и 12 марта на видеосервисе Apple TV+. 19 апреля 2020 года Энтони Руссо заявил, что Холланд основательно готовился к роли Уокера и что его работа достойна премии «Оскар». Картина, основанная на автобиографическом романе, рассказывает историю отставного армейского медика Николаса «Нико» Уокера, вернувшегося с Иранской войны с посттравматическим стрессовым расстройством и начавшего грабить банки, чтобы поддержать свою зависимость от опиатов и опиоидов. Том Холланд и английская актриса Дейзи Ридли исполнили главные роли Тодда Хьюитта и Виолы Ид в одноимённой экранизации книги Патрика Несса, постановщиком которой выступил Даг Лайман. Съёмки фильма начались 7 августа 2017 года. Компания Lionsgate выпустила фильм в США 5 марта 2021 года. В октябре 2020 года Том Холланд начал сниматься в картине «Человек-паук: Нет пути домой», съёмки которой завершились в конце марта 2021 года.
В 2024 году Холланд основал собственную продюсерскую компанию Billy17 и заключил контракт с Sony Pictures. Также у Холланда запланированы съёмки в предстоящем фильме Кристофера Нолана «Одиссея», экранизации эпической поэмы Гомера, вместе с Мэттом Деймоном, четвёртом фильме про Человека-паука и «Мстителях: Судный день».

## Личная жизнь
Проживает в Лондоне в районе Кингстон-апон-Темс рядом с домом своих родителей и младших братьев. Томас — активный гимнаст и танцор. У него был голубой Стаффордширский бультерьер по имени Тесса. В семилетнем возрасте у Тома была диагностирована дислексия. Он болеет за профессиональный футбольный клуб «Тоттенхэм Хотспур».
Том Холланд имеет близкие дружеские отношения с английским актёром и моделью Харрисоном Остерфилдом, с которым познакомился во время учёбы в Лондонской школе исполнительного искусства и технологий. Остерфилд выступал личным ассистентом Холланда в четырёх фильмах с участием актёра.
В ноябре 2021 года Холланд подтвердил свои отношения с партнёршей по серии фильмов «Человек-паук» Зендея. Они появились как пара на красной ковровой дорожке в ноябре 2021 года, когда начался пресс-тур для фильма «Человек-паук: Нет пути домой». В январе 2025 года пара объявила о помолвке. Они планируют пожениться в 2026 году из-за занятости.
Холланд продает пиво собственного бренда. Также актёр вместе с тремя своими братьями спонсирует благотворительную организацию The Brothers Trust.

## Актёрские работы
| Год       |     | Русское название                                     | Оригинальное название                                | Роль                        |
| --------- | --- | ---------------------------------------------------- | ---------------------------------------------------- | --------------------------- |
| 2010      | мф  | Ариэтти из страны лилипутов                          | Kari-gurashi no Arietti                              | Сё                          |
| 2012      | ф   | Невозможное                                          | Lo imposible                                         | Лукас Беннетт               |
| 2013      | ф   | Как я теперь живу                                    | How I Live Now                                       | Айзек                       |
| 2013      | кор | Моменты                                              | Moments                                              | мальчик                     |
| 2013      | ф   | Лок                                                  | Locke                                                | Эдди                        |
| 2014      | ф   | Мюзикл «Билли Эллиот»                                | Billy Elliot the Musical Live                        | Билли Эллиот                |
| 2015      | ф   | В сердце моря                                        | In the Heart of the Sea                              | юный Томас Никерсон         |
| 2015      | кор | Чирикать                                             | Tweet                                                | камео                       |
| 2015      | с   | Волчий зал                                           | Wolf Hall                                            | Грегори Кромвель            |
| 2016      | ф   | Удалённая местность                                  | Edge of Winter                                       | Брэдли Бейкер               |
| 2016      | ф   | Затерянный город Z                                   | The Lost City of Z                                   | Джек Фосетт                 |
| 2016      | ф   | Первый мститель: Противостояние                      | Captain America: Civil War                           | Питер Паркер / Человек-паук |
| 2016      | ф   | Голос монстра                                        | A Monster Calls                                      | дублёр                      |
| 2017      | ф   | Паломничество                                        | Pilgrimage                                           | брат Диармайд               |
| 2017      | ф   | Человек-паук: Возвращение домой                      | Spider-Man: Homecoming                               | Питер Паркер / Человек-паук |
| 2017      | с   | Битва фонограмм                                      | Lip Sync Battle                                      | камео / Рианна              |
| 2017      | ф   | Война токов                                          | The Current War                                      | Сэмюэль Инсулль             |
| 2018      | ф   | Мстители: Война бесконечности                        | Avengers: Infinity War                               | Питер Паркер / Человек-паук |
| 2019      | ф   | Мстители: Финал                                      | Avengers: Endgame                                    | Питер Паркер / Человек-паук |
| 2019      | ки  | Spider-Man: Far From Home Virtual Reality Experience | Spider-Man: Far From Home Virtual Reality Experience | Питер Паркер / Человек-паук |
| 2019      | ф   | Человек-паук: Вдали от дома                          | Spider-Man: Far From Home                            | Питер Паркер / Человек-паук |
| 2019      | мф  | Камуфляж и шпионаж                                   | Spies in Disguise                                    | Уолтер Беккет               |
| 2020      | ф   | Удивительное путешествие доктора Дулиттла            | The Voyage of Doctor Dolittle                        | пёс Джип                    |
| 2020      | мф  | Вперёд                                               | Onward                                               | Иэн Лайтфут                 |
| 2020      | ф   | Дьявол всегда здесь                                  | The Devil All the Time                               | Арвин Рассел                |
| 2021      | ф   | Поступь хаоса                                        | Chaos Walking                                        | Тодд Хьюитт                 |
| 2021      | ф   | По наклонной                                         | Cherry                                               | Николас «Нико» Уокер        |
| 2021      | ф   | Веном 2                                              | Venom: Let There Be Carnage                          | Питер Паркер / Человек-паук |
| 2021      | ф   | Человек-паук: Нет пути домой                         | Spider-Man: No Way Home                              | Питер Паркер / Человек-паук |
| 2021      | вс  | The Daily Bugle                                      | The Daily Bugle                                      | Питер Паркер / Человек-паук |
| 2021      | ки  | Fortnite: Battle Royale                              | Fortnite: Battle Royale                              | Питер Паркер / Человек-паук |
| 2022      | ф   | Анчартед: На картах не значится                      | Uncharted                                            | Нейтан Дрейк                |
| 2017—2021 | с   | Шоу Грэма Нортона                                    | The Graham Norton Show                               | камео                       |
| 2023      | кор | Последний шанс                                       | Last Call                                            | Чарли                       |
| 2023      | с   | Переполненная комната                                | The Crowded Room                                     | Дэнни Салливан              |
| 2026      | ф   | Одиссея                                              | The Odyssey                                          | Телемах                     |
| 2026      | ф   | Человек-паук: Совершенно новый день                  | Spider-Man: Brand New Day                            | Питер Паркер / Человек-паук |

### Театр
| Год       | Название          | Оригинальное название    | Роль                        | Место проведения | Примечания |
| --------- | ----------------- | ------------------------ | --------------------------- | ---------------- | ---------- |
| 2008-2010 | Билли Эллиот      | Billy Elliot the Musical | Билли Эллиот / Майкл Каффри | Виктория-палас   |            |
| 2024      | Ромео и Джульетта | Romeo and Juliet         | Ромео Монтекки              | Вест Энд, Лондон | Постановка |

## Критика
Майк Рейес широко отозвался об актёрской игре Холланда в фильме «В сердце моря»:

Персонаж актёра, во всех намерениях и целях, является функциональным в экранизации «В сердце моря», поскольку его молодое воплощение Томаса Никерсона связано с более старой версией Брендана Глисона. Это означает, что его сцены, изображающие более молодую половину истории Никерсона, должны были стать реально выдающимся для него, чтобы приобрести такую пылающую рекомендацию.
Роль Человека-паука в фильме «Первый мститель: Противостояние» в исполнении Холланда заслужила признание критиков. Дэн Джолин из журнала Empire высказал своё мнение по поводу актёрской игры Холланда: «Его появление на экране ощутимо радует, перезапуск этого персонажа действительно заслуженный». Сэнди Шефер из Screen Rant отметила, что сцены c участием Холланда «более беспечны и комедийны». Бен Чайлд в обзоре The Independent назвал Человека-паука в исполнении актёра «очаровательным, возбуждающим и бесхитростным фанбоем, в отличие от вспыльчивого Человека-паука Эндрю Гарфилда и напряжённого аутсайдера в исполнении Тоби Магуайра».

## Награды и номинации
Полный список наград и номинаций на сайте IMDb.com.
| Год  | Премия                                                     | Категория                                                           | Номинант                                               | Результат |
| ---- | ---------------------------------------------------------- | ------------------------------------------------------------------- | ------------------------------------------------------ | --------- |
| 2012 | Critics' Choice Movie Awards                               | Лучший молодой актёр или актриса                                    | «Невозможное»                                          | Номинация |
| 2012 | Ассоциация кинокритиков Вашингтона                         | Лучшее юное исполнение                                              | «Невозможное»                                          | Номинация |
| 2012 | Ассоциация кинокритиков Чикаго                             | Наиболее многообещающий актёр                                       | «Невозможное»                                          | Номинация |
| 2012 | Национальный совет кинокритиков США                        | Прорыв года: актёр                                                  | «Невозможное»                                          | Победа    |
| 2012 | Голливудский кинофестиваль                                 | Центр внимания                                                      | «Невозможное»                                          | Победа    |
| 2012 | Общество кинокритиков Невады                               | Лучшее юное выступление                                             | «Невозможное»                                          | Победа    |
| 2012 | Премия общество кинокритиков Феникса                       | Лучшее юное выступление в главной или второстепенной роли — мужчина | «Невозможное»                                          | Победа    |
| 2012 | Ассоциация кинокритиков Сент-Луис                          | Особая заслуга                                                      | «Невозможное»                                          | Победа    |
| 2013 | Премия Лондонского кружка кинокритиков                     | Молодой британский исполнитель года                                 | «Невозможное»                                          | Победа    |
| 2013 | Империя                                                    | Лучший дебют                                                        | «Невозможное»                                          | Победа    |
| 2013 | Сатурн                                                     | Лучший молодой актёр или актриса                                    | «Невозможное»                                          | Номинация |
| 2013 | Молодой актёр                                              | Лучший молодой актёр в художественном фильме                        | «Невозможное»                                          | Победа    |
| 2013 | Золотой Дерби                                              | Впечатляющий исполнитель                                            | «Невозможное»                                          | Номинация |
| 2013 | Гойя                                                       | Лучший мужской актёрский дебют                                      | «Невозможное»                                          | Номинация |
| 2016 | Teen Choice Awards                                         | Choice Movie: Похититель сцены                                      | «Первый мститель: Противостояние»                      | Номинация |
| 2017 | BAFTA                                                      | Восходящая звезда                                                   |                                                        | Победа    |
| 2017 | Империя                                                    | Лучший дебют                                                        | «Первый мститель: Противостояние»                      | Номинация |
| 2017 | Сатурн                                                     | Лучший молодой актёр или актриса                                    | «Первый мститель: Противостояние»                      | Победа    |
| 2017 | Teen Choice Awards                                         | Choice Movie: Звёздный прорыв                                       | «Человек-паук: Возвращение домой»                      | Номинация |
| 2017 | Teen Choice Awards                                         | Choice Summer: Актёр                                                | «Человек-паук: Возвращение домой»                      | Победа    |
| 2018 | Сатурн                                                     | Лучший молодой актёр или актриса                                    | «Человек-паук: Возвращение домой»                      | Победа    |
| 2018 | Teen Choice Awards                                         | Лучший актёр в кино                                                 | «Мстители: Война бесконечности»                        | Номинация |
| 2018 | Evening Standard British Film                              | Лучшая мужская роль                                                 | «Человек-паук: возвращение домой»                      | Номинация |
| 2018 | London Critics Circle Film Awards                          | Молодой британско-ирландский исполнитель года                       | «Человек-паук: возвращение домой» «Затерянный город Z» | Номинация |
| 2019 | Академия научной фантастики, фэнтези и фильмов ужасов, США | Лучший молодой актёр                                                | «Человек-паук: Вдали от дома»                          | Победа    |
| 2019 | People's Choice Awards, USA                                | Звезда боевика                                                      | «Человек-паук: Вдали от дома»                          | Победа    |
| 2019 | People's Choice Awards, USA                                | Кинозвезда                                                          | «Человек-паук: Вдали от дома»                          | Номинация |
| 2019 | Teen Choice Awards                                         | Лучший актёр летнего кино                                           | «Человек-паук: Вдали от дома»                          | Победа    |
| 2019 | The BAM Awards                                             | Лучший актёрский состав                                             | «Мстители: Финал»                                      | Номинация |
| 2020 | Kids' Choice Awards                                        | Любимый киноактер                                                   | «Человек-паук: Вдали от дома»                          | Номинация |
| 2020 | Kids' Choice Awards                                        | Любимый супергерой                                                  | «Человек-паук: Вдали от дома»                          | Победа    |
| 2020 | Jupiter Award                                              | Лучший международный актёр                                          | «Человек-паук: Вдали от дома»                          | Победа    |